# Der Adjutant seiner Hoheit
Der Adjutant seiner Hoheit je německojazyčná verze československého filmu Pobočník Jeho Výsosti z roku 1933 v režii Martina Friče, v němž hlavní roli vytvořil Vlasta Burian.

## Děj
Nadporučík Alois Patera (Vlasta Burian) je jmenován pobočníkem korunního prince Evžena (Werner Fuetterer). Špatně však zařídí jeho schůzku s milou Pepičkou Kalašovou (Gretl Theimer). Evžen si však má vzít princeznu Annu Luisu (Anni Markart). Patera je však převelen do zapadlé garnizony v Mňuku a stává se jejím velitelem kvůli tomu, že porušil zákaz soubojů. Po půl roce je zanedbaný Patera povýšen a ještě dostal dovolenou v Praze. Setká se zde s Evženem (aniž by věděl, že je to pravý Evžen, kterému byl pobočníkem). A po několika peripetiích Evžen pošle Paterova nepřítele Kinzla do Mňuku a Patera začne dělat kariéru… (více se o tomto filmu dovíte v infu u filmu Pobočník jeho výsosti – česká verze)

## Poznámka
Der Adjutant seiner Hoheit je německá verze českého filmu Pobočník Jeho Výsosti, oba se natáčely současně. Obě verze natáčel Martin Frič, i výrobní štáb byl stejný. Zajímavostí je, že tento Burianův patnáctý film cenzura v Německu a v Rakousku později zakázala, kvůli tomu, že tam byla postava Františka Josefa I.

## V hlavní roli
- Vlasta Burian (role: pobočník korunního prince a nadporučík / rytmistr Alois Patera)

## Dále hrají
- Werner Fütterer (korunní princ Evžen)
- Anni Markartová (korunní princezna Anna Luisa)
- Gretl Theimerová (Pepička Kalašová, Evženova láska)
- Míla Reymonová (houslistka v baru Belveder)
- Eman Fiala (fotograf)

## Autorský tým
- Námět: Emil Artur Longen (divadelní hra Kasta pro sebe)
- Scénář: Václav Wasserman
- Režie: Martin Frič
- Kamera: Otto Heller
- Hudba: Eman Fiala
- Výroba: Meissner film

## Technické údaje
- Rok výroby: 1933
- Premiéra: leden 1934
- Zvuk: zvukový
- Barva: černobílý
- Délka: 77 minut*
- Druh filmu: komedie,
- Země původu: Československo – Německo
- Jazyk: německý
- Natočeno: ateliéry, Praha a v dalších